# ジョシュ・ドイグ
ジョシュ・トーマス・ドイグ（Josh Thomas Doig, 2002年5月18日 - ）は、スコットランド・エディンバラ出身のサッカー選手。セリエA・USサッスオーロ・カルチョ所属。ポジションはDF。

## クラブ経歴
2009年に地元のハート・オブ・ミドロシアンFCのユースアカデミーに入所。10年間過ごすも2019年に解雇され、エディンバラのライバルチームにあたるハイバーニアンFCのユースチームに入団。2020年2月に2023年までのプロ契約を締結。同時にクイーンズ・パークFCへの2019-20シーズン終了までのローン移籍が決定。同月1日のカウデンビースFC戦でプロデビュー。同シーズンにスコティッシュ・リーグ2 (4部リーグ)で7試合に出場。2020-21シーズンより正式にハイバーニアンFCのトップチームに合流。同シーズン開幕戦となった2020年8月1日のキルマーノックFC戦で先発で起用されプロデビュー。2-1で勝利した。以降先発に定着。評価を高め、2021年2月にはマンチェスター・シティFCやチェルシーFC、アーセナルFCなどからの関心も報じられた。同月21のハミルトン・アカデミカルFC戦では、プロ初ゴールを記録。26日には2025年までの契約に合意した。
2022年7月14日、セリエAのエラス・ヴェローナFCに加入した。
2024年1月20日、USサッスオーロ・カルチョに移籍した。